# Culturologie
La culturologie  (russe : культурология koultourologuia, anglais : culturology) est une branche des sciences sociales qui concerne la compréhension scientifique, la description, l’analyse et la prévision des activités culturelles, des systèmes culturels et de la culture, arts compris.

## Histoire
Historiquement, la notion remonte à fin du XIXe siècle et au début du XXe siècle en Russie et est associée entre autres aux noms de Mikhaïl Bakhtine, Aleksei Losev, Sergueï Averintsev, Gueorgui Gatchev, Youri Lotman, Viatcheslav Vsevolodovitch Ivanov ou Vladimir Toporov. Pendant l'ère stalinienne, ce type de recherche a été remplacé par les études sociales marxistes devenues autant d'instruments de contrôle de la culture. Depuis la dislocation de l'URSS, la culturologie est réapparue comme discipline scientifique en Russie et dans certains autres États de l'ancien bloc soviétique. Définie comme une étude intégrale des cultures comme des systèmes intégrés et de leur influence sur le comportement humain, cette discipline peut être comparée à la discipline occidentale d’études culturelles, même s'il existe un certain nombre de distinctions importantes.

## Utilisation contemporaine
En termes de sciences sociales contemporaines, le mot « culturologie » est emprunté à l'anthropologue américain Leslie White, qui l’a défini comme le domaine des sciences qui étudie la culture en tant que systèmes culturels,. Dans les traces de White, Mario Bunge définit la culturologie comme l'étude sociologique, économique, politique et historique de systèmes culturels concrets. Lorsqu'elle est synchronique, la culturologie coïncide avec l'anthropologie, la sociologie, l'économie et la politologie des cultures. En revanche, la culturologie diachronique est un élément de l'histoire. Selon Bunge, la culturologie scientifique diffère également des « études culturelles » traditionnelles en ce que ces dernières sont trop souvent l'œuvre de critiques littéraires idéalistes ou de pseudo-philosophes ignorants de la méthodologie scientifique et incompétents à l'étude des faits sociaux et des systèmes sociaux concrets.   
L’approche systémique et matérialiste de Bunge à l'étude de la culture a donné naissance à une variété de nouveaux champs de recherche en sciences sociales. Fabrice P. Rivault, par exemple, est le premier chercheur à formaliser la Culturologie politique internationale comme un sous-domaine des Relations internationales afin de comprendre le système culturel global, ainsi que ses nombreux sous-systèmes, et d’expliquer les mécanismes par lesquels les variables culturelles interagissent avec la politique et l'économie pour avoir un impact sur les affaires du monde. 